# Jonathon Band
Jonathon Band, né le 2 février 1950, est un marin militaire britannique et — de 2006 à 2009 — le First Sea Lord, c’est-à-dire le chef d'état-major de la Marine du Royaume-Uni, la Royal Navy.

## Parcours
Il a fait ses études à Haileybury et à l'Université d'Exeter avant de rejoindre la marine. Entre septembre 2002 et novembre 2005, il en fut le commandant en chef. Il est le responsable des opérations et de la préparation des unités de la flotte basé à Northwood. Il avait aussi le commandement de l'alliance maritime de l'OTAN à Nortwood.
Il est le First Sea Lord en Chef du staff Naval de 2006 à 2009. Il a succédé, en février 2006, à l'amiral Sir Alan West et a été remplacé en juillet 2009 par l'amiral Sir Mark Stanhope.